# Plakortis simplex
Plakortis simplex är en svampdjursart som beskrevs av Schulze 1880. Plakortis simplex ingår i släktet Plakortis och familjen Plakinidae. Inga underarter finns listade i Catalogue of Life.